# Godschalk (Sint-Niklaas)
Godschalk is een buurtschap in de gemeente Nieuwkerken-Waas, een deelgemeente van Sint-Niklaas in Oost-Vlaanderen. De buurt is gelegen rondom de Pastorijstraat, de Peperstraat en Turkyen in het centrum van Nieuwkerken. Er is vrij veel residentiële bebouwing aanwezig in de omgeving. De Pastorijstraat loopt richting Vrasene. De Peperstraat loopt richting de Drielinden en Turkyen loopt richting Sint-Niklaas.
Deelgemeenten: Belsele · Nieuwkerken-Waas · Sinaai · Sint-Niklaas

Overige plaatsen en wijken: Baenslandwijk · Clementwijk · Dillaertwijk · Driegaaien · Driekoningenwijk · Drielinden · Duizend Appels · Eindeken · Elisabethwijk · Fabiolawijk · Godschalk · Hertjen · Hoogkameren · Kettermuit · Kletterbos · Krekel · Molenwijk · Ossenhoek · Patotterij · Populierenwijk · Priesteragiewijk · Puivelde · Stationswijk · Ster · Tereken · Valk · Vlijminckshoek · Vossekot · Vosselwijk · Watermolenwijk · Westakkers · Wijnveld · Zwaanaarde

Belgische gemeenten · Arrondissement Sint-Niklaas · Oost-Vlaanderen · Vlaanderen